# آنيا (أنستاسيا)

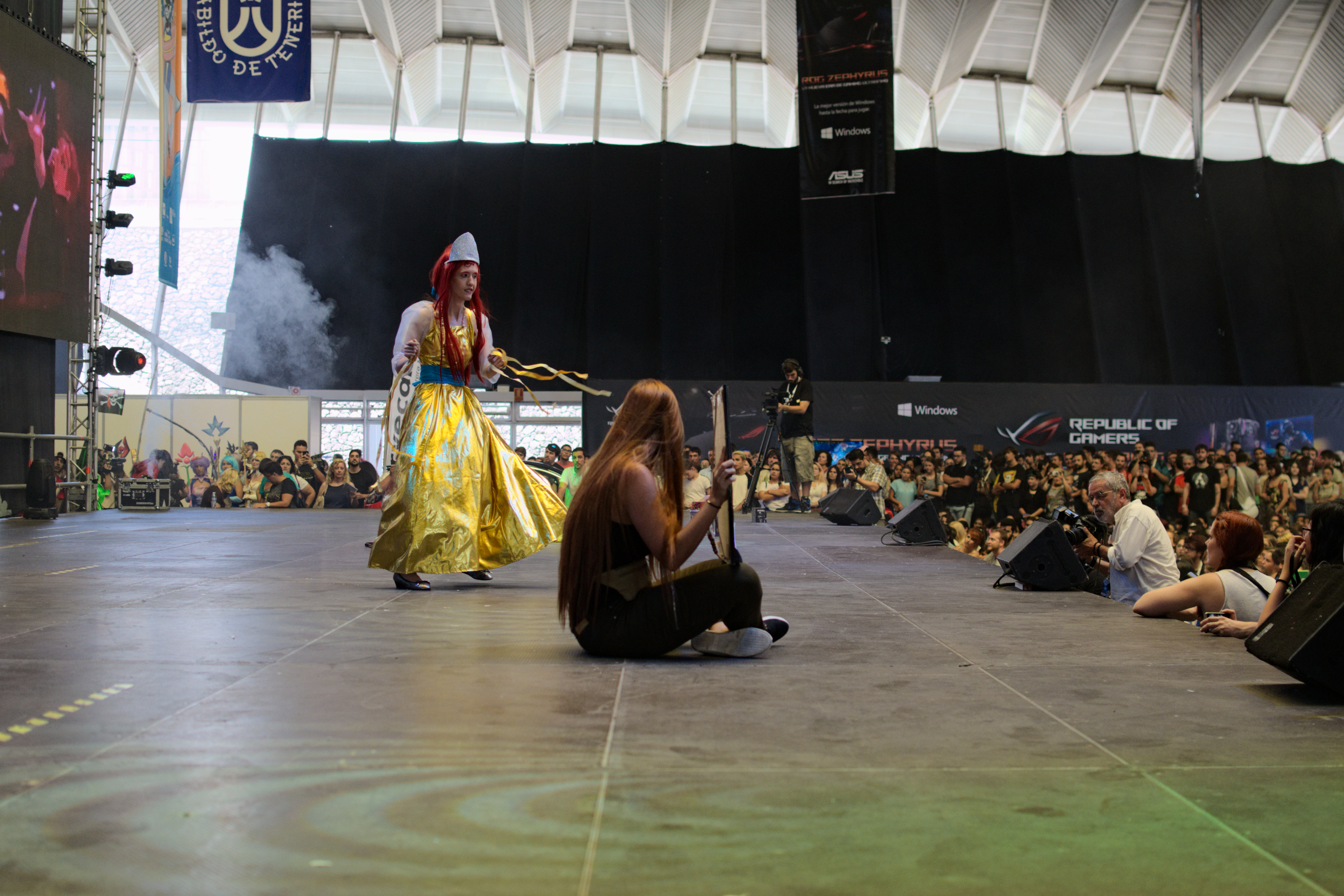
مشهد عرض مسرحي لآناستازيا

آنّا (ولدت باسم أناستازيا نيكولاييفنا) هي شخصية لشبكة فوكس في فيلم الرسوم المتحركة أناستازيا. آنّا يتيمة تعاني فقدان الذاكرة تسافر إلى باريس على أمل استذكار ماضيها وعائلتها، وتتعاون مع المحتالين اللذين يخططان لاستغلال تشابه شكلها مع العائلة الإمبراطورية الروسية للفوز بمكافأة كبيرة. رغم كونها شخصية خيالية إلى حد كبير، إلا أن هذه الشخصية مقتبسة من شخصيتين تاريخيتين: الدوقة الكبرى أناستازيا نيكولاييفنا من روسيا، والابنة الصغرى لنيكولاس الثاني آنا آندرسون، المحتالة المشهورة التي زعمت أنها الدوقة الكبرى. كانت عناصر الحبكة من فيلم أناستازيا (1997)، الذي لعبت الممثلة إنجريد بيرجمان دور البطولة فيه، بمثابة الإلهام الأساسي لآنّا.
أنشئت الشخصية وصُممت استناداً إلى شكل الممثلة أودري هيبورن من قبل المخرج دون بلوث. أعاد بلوث تصميم الشخصية مئات المرات قبل تنفيذ التصميم، شعر أنه يجسد روح الشخصية. جرى التعبير عن آنّا بشكل أساسي من قبل الممثلة ميج رايان. وعلى الرغم من كون الممثلة ميج رايان الاختيار الأول لصانعي الأفلام، كانت رايان قلقة بشأن الفيلم، ولم تقبل الدور إلا بعد أن أظهر لها المخرجون حوار مشهد من فيلمها الساهر في سياتل (1956). تؤدي المغنية ليز كالاواي صوت آنّا الغنائي، بينما تؤدي الممثلتان كريستين دانست ولاسي شابرت أصوات التحدث والغناء لشخصية آنّا الأصغر سناً. أنتجت كريستي ألتوماري دور آنّا في التكيف الموسيقي للفيلم في مسرح برودواي. لقد كانت أغلبية التعليقات النقدية لآنّا إيجابية، حيث أشاد الناقد بشخصيتها المفعمة بالحيوية. كان أداء ريان الصوتي جيدًا أيضًا، بالرغم من أن بعض النقاد وجدوا لهجتها الأمريكية مشتتة للانتباه. منذ أول ظهور لها، غالبًا ما يُخطَأ بشخصية آنّا على أنها أحد شخصيات أميرات ديزني، نظرًا للتشابه الأسلوبي بين فيلم آنّا وأفلام ديزني المتحركة التي أصدرت في الوقت نفسه. عندما اشترت شركة ديزني شركة فوكس في عام (2019) خمنت العديد من الصحف الإعلامية أن الشخصية ستُدخل ضمن مجموعة شخصيات ديزني، لكن ما زال ذلك غير صحيح.

## تطور الشخصية

### الخلق والتوصيف
تستند أناستازيا إلى الأسطورة الحضرية التي تقول إن الدوقة الكبرى أناستازيا نيكولاييفنا من روسيا، الابنة الصغرى للقيصر نيكولاس الثاني، نجت من إعدام عائلتها. على الرغم من أن أناستازيا قُتلت في الواقع جنبًا إلى جنب مع عائلتها في عام (1918)، استمرت الشائعات عن هروبها من المذبحة لسنوات عديدة، ما دفع العديد من منتحلي الشخصية إلى الادعاء بأنها هي. كانت آنا أندرسون  أشهر مقلد لها، والتي اقتبست قصتها في روايات عدة، من ضمنها فيلم عام 1956 (أنتجته فوكس أيضًا) بطولة الممثلة إنجريد بيرجمان في دور أناستازيا. يعد الفيلم نسخة جديدة من الرسوم المتحركة لفيلم (1956)، استخدمت حبكة الفيلم السابق بشكل أساسي كمقدمة وإلهام للشخصية المتحركة. الشخصية خيالية إلى حد كبير؛ وفقًا للباحثة الروسية في مرحلة ما بعد الدكتوراه، كيت وايت، فإن فكرة أن «الكثير من الناس أرادوا أن تكون أناستازيا على قيد الحياة، وادعاء الكثير من النساء على مر السنين أنهن هي» هي بعض الجوانب القليلة الدقيقة تاريخياً للشخصية.

## ردود الفعل

### استجابة النقاد
وصفت ويندي واينستين من فيلم جورنال إنترناشونال آنّا بأنها «يتيمة بارعة ومتحركة في الشارع، قوية بما يكفي لمقاومة عدوها اللدود راسبوتين على الأرض، لكنها لطيفة بما يكفي لتحلم بالعثور على عائلتها الحقيقية». وصفت مارجوري بومغارتن من صحيفة أوستن كرونيكل آنّا بأنها «غير ملكية بشكل مبهج وغير مهذبة.» وصف جيمس فيرنيير من بوسطن كلوبل آنّا بأنها «لطيفة للغاية، وساحرة، ومحبوبة، ومن الصعب أن نتخيل أن أي شخص يمكن أن يتمنى لها المرض».